# Werner Kuhlmann
Werner Kuhlmann (* 27. Februar 1921 in Gelsenkirchen; † 22. Mai 1992 ebenda) war ein deutscher Kriminalbeamter, Gewerkschafter und Politiker (SPD). Von 1962 bis 1980 war er Mitglied des nordrhein-westfälischen Landtages und von 1975 bis 1989 Oberbürgermeister der Stadt Gelsenkirchen.

## Leben und Beruf
Nach dem Besuch der Volksschule absolvierte Kuhlmann eine Ausbildung als Landschaftsgärtner, die er 1939 mit der Gehilfenprüfung abschloss. Er leistete zunächst Reichsarbeitsdienst und nahm von 1940 bis 1945 als Soldat am Zweiten Weltkrieg teil. 1945 trat er in den Polizeidienst ein und war als Kriminalbeamter tätig. Im Jahr 1947 heiratete Werner Kuhlmann Annemarie (*1922 - †2016), das Paar hat zwei Kinder. Er schloss sich 1948 der Gewerkschaft der Polizei (GdP) an und war von 1958 bis 1975 Bundesvorsitzender der Gewerkschaft.

## Partei
Kuhlmann war von 1931 bis 1933 Mitglied der Sozialistischen Jugend Deutschlands. Er trat 1945 der SPD bei, war von 1975 bis 1980 Unterbezirksvorsitzender in Gelsenkirchen und seit 1973 Mitglied im Landesvorstand der SPD Nordrhein-Westfalen.

## Abgeordneter
Kuhlmann war von 1969 bis 1971 sowie von 1975 bis 1989 Ratsmitglied der Stadt Gelsenkirchen. Dem nordrhein-westfälischen Landtag gehörte er von 1962 bis 1980 an.

## Öffentliche Ämter
Kuhlmann amtierte von 1975 bis 1989 als Oberbürgermeister der Stadt Gelsenkirchen.